# Меана-Сардо
Меана-Сардо (итал. Meana Sardo) — коммуна в Италии, располагается в регионе Сардиния, подчиняется административному центру Нуоро.
Население составляет 2060 человек, плотность населения составляет 27,87 чел./км². Занимает площадь 73,92 км². Почтовый индекс — 8030. Телефонный код — 0784.
Покровителем населённого пункта считается святой апостол Варфоломей. Праздник ежегодно празднуется 24 августа.